# 탄성률

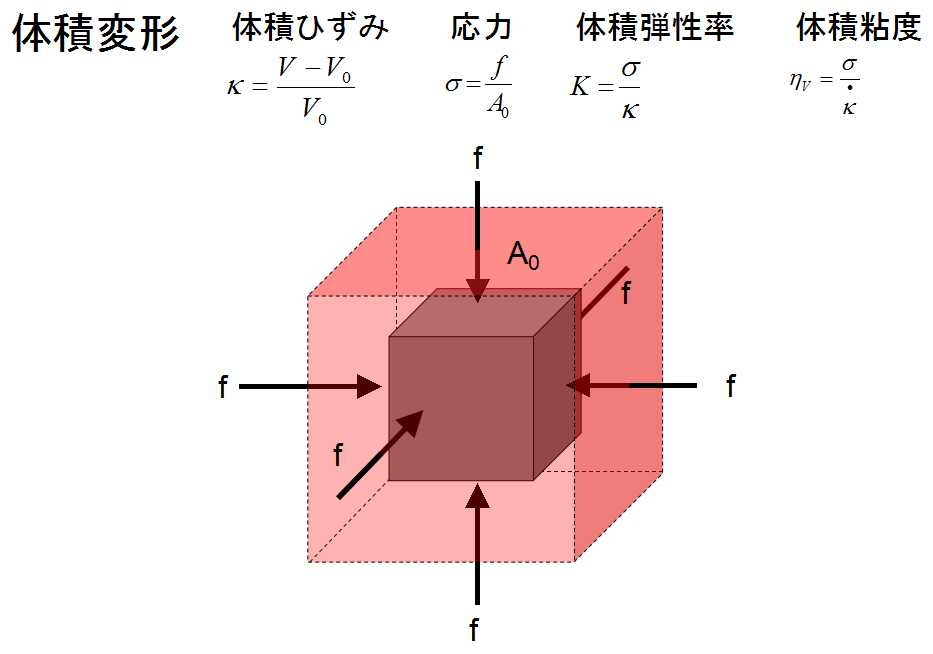

탄성률(영어: elastic modulus 또는 영어: modulus of elasticity) 또는 탄성 계수(彈性係數)는 고체 역학에서 재료의 강성도(stiffness)를 나타내는 값이다. 탄성 계수는 응력과 변형도의 비율로 정의된다. 재료의 시험편에 대한 인장 또는 전단 시험으로 얻은 응력-변형도 선도의 탄성 구간 기울기로부터 탄성 계수를 결정할 수 있다. 인장 탄성 계수는 “영의 계수”라고도 불리는데, 이는 영국의 학자인 토머스 영의 이름을 따서 붙여진 것이다.
탄성 계수는 하중에 대한 재료의 반응을 계산할 수 있게 한다. 예를 들어, 인장이 작용하는 강선이 얼마나 늘어날 것인지, 또는 압축을 받는 기둥이 어떤 하중 아래에서 좌굴될 것인지를 예측할 수 있다.

## 선형과 비선형
많은 재료는 일정 구간의 변형도에 대해 상수의 탄성 계수를 갖는다. 이런 종류의 재료를 선형 재료라고 하며, 훅 법칙을 따른다고 한다. 이런 재료에는 강, 탄소 섬유와 유리 등이 있다. 고무나 (아주 작은 변형도를 벗어나는) 흙은 비선형 재료이다.

## 비등방성 재료
비등방성 재료는 하중이 작용하는 방향에 따라 탄성 계수의 값이 다르다. 이런 비등방성 재료에는 탄소 섬유, 목재와 철근 콘크리트 등이 있다.

## 계산

### 인장 탄성 계수
탄성 계수(E)는 인장 응력({\displaystyle \sigma })을 인장 변형도({\displaystyle \varepsilon })로 나누어 구할 수 있다.
{\displaystyle E={\frac {\sigma }{\varepsilon }}={\frac {F/A_{0}}{\Delta l/l_{0}}}={\frac {Fl_{0}}{A_{0}\Delta l}}}
탄성 계수 E의 단위는 파스칼이며, F는 작용하는 하중, A0은 단면적, {\displaystyle \Delta l}는 재료의 길이 변화량, l0은 재료의 원래 길이이다.

### 전단 탄성 계수
전단 탄성 계수, 또는 층밀리기 탄성 계수(G)는 층밀리기 응력({\displaystyle \tau })을 층밀리기 변형도({\displaystyle \gamma })로 나누어 구한다.
{\displaystyle G\equiv {\frac {\tau }{\gamma }}={\frac {F/A_{0}}{\Delta x/h}}={\frac {Fh}{\Delta xA_{0}}}}

### 부피 탄성 계수
물체의 부피변화에 저항하려는 강성(stiffness)을 특별히 그 물체의 부피 탄성 계수(K)라고 부른다.

### 탄성 계수의 관계식
등방성 재료에 대해, 인장 탄성 계수(E)와 층밀리기 탄성 계수(G) 사이에는 다음과 같은 관계가 성립한다.
{\displaystyle G={\frac {E}{2(1+\nu )}}}
여기서 {\displaystyle \nu }는 재료의 푸아송 비이다.

## 같이 보기
- 재료역학
- 응력
- 변형도
- 응력-변형도 선도
- 훅 법칙
- 층밀림 탄성률